# 슈퍼 헥사곤
슈퍼 헥사곤(Super Hexagon)은 테리 케바네흐가 개발하고 니함 "칩젤" 휴스턴이 작곡한 액션 트위치 인디 게임이다. 2012년 9월 iOS에서 처음 출시했으며, 마이크로소프트 윈도우와 OS X는 3개월 후 출시했고, 안드로이드 버전은 2013년 1월에 출시했다. 블랙베리 10과 리눅스 버전은 2013년 2월 출시했다. 이 게임은 테리 케바네흐가 2012년 초 12시간의 게임 개발 시간 동안 만든 "헥사곤"이라는 게임에 기반을 두어 만들어졌다.

## 게임플레이

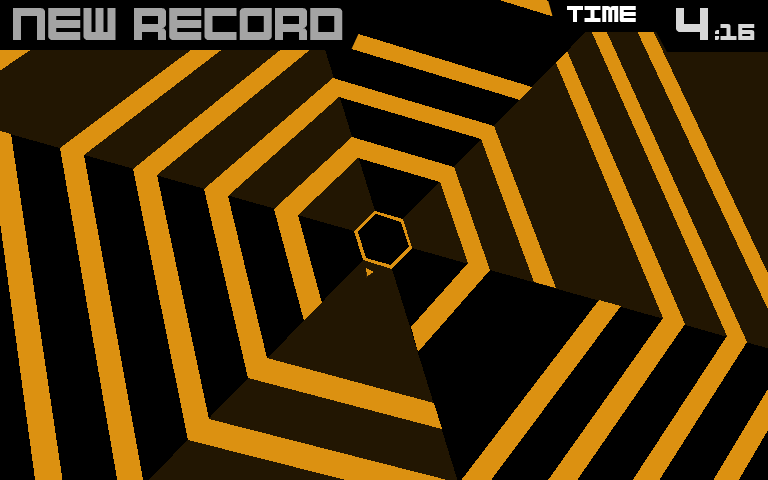
마이크로소프트 윈도우에서 플레이한 슈퍼 헥사곤.

슈퍼 헥사곤의 목표는 육각형 모양의 배경(일부 헥사곤과 하이퍼 모드 레벨에서는 오각형이나 사각형으로 축소되기도 한다)에 있는 삼각형을 벽에 부딪치지 않도록 움직이는 것이다. 게임 레벨은 3개의 노멀 레벨(Hexagon, Hexagoner, Hexagonest)과 노멀 모드를 60초 이상 버틸 경우 잠금이 해제되는 3개의 하이퍼 레벨로 총 6개 레벨이 있다. 노멀 모드에서 60초간 버틴 후에는 하이퍼 모드로 넘어가면서 색상, 속도, 벽 패턴이 바뀌게 된다. 처음 두 레벨인 Hexagon과 Hexagoner에서 60초를 버티면 역시 어려운 모드로 넘어가면서 색깔이 계속 바뀌게 된다. 이후 추가적으로 60초를 더 버티는 경우(이는 노멀 모드에서 180초간 버틴 경우를 의미), 이 게임은 하이퍼 헥사곤 난이도로 넘어가게 된다. Hexagonest 레벨에서 120초를 살아남아도 아무 일이 일어나지 않지만, Hyper Hexagonest 레벨에서 60초간 버틴 경우 게임이 육각형이 고정되며(위아래가 평행한 모양), 검은 색과 흰색 벽의 모드로 넘어가게 된다. 주어진 레벨에서 최고로 높은 시간 동안 생존한 경우에는 최고 기록으로 게임에 저장된다. 타이머는 벽과 충돌하여 죽음과 동시에 리셋된다. 모든 최고점수는 리더보드로 넘겨져 친구 점수 또는 세계 점수표를 볼 수 있다. 이 리더보드는 PC의 스팀, iOS의 게임 센터, 안드로이드의 구글 플레이를 통해 볼 수 있다.
벽의 위치는 레벨마다 다르며 시도마다 계속 다른 패턴으로 나오기 때문에 플레이어는 각각의 소규모 패턴에 대한 생존법만 알 수 있다. 각각 레벨의 하이퍼 모드는 약간 벽이 바뀌면서 노멀 모드와 비슷한 모양으로 나오지만 속도는 빠르다.
Hexagonest 난이도에서 60초를 버티거나(노멀 엔딩), Hyper Hexagonest 난이도에서 60초를 버틸 경우(진엔딩) 엔딩을 볼 수 있다. 그러나, 진엔딩은 Hexagonest 난이도에서 120초를 버틴다고 해서 볼 수 없다. 각 레벨을 마칠 경우 스팀, iOS, 구글 플레이에서 업적이 등록된다.
게임의 사운드트랙은 칩튠 음악으로 되어 있다. 게임 중에 나오는 음악 3개(Courtesy, Otis, Focus)는 니함 "칩젤" 휴스턴 밴드가 작곡했다.

## 반응
슈퍼 헥사곤은 메타크리틱에서 PC 버전 88%, iOS 버전 86%의 긍정적 응답을 받았다.
이 게임은 애플 앱스토어 "2012년 올해의 베스트 게임"에 입상했으며 2013년 인디 게임 패스티벌에서 최종 우승 후보로 나왔다(우승은 FTL: Faster Than Light가 가져갔다)